# Heartattack Vol. 1
Heartattack Vol. 1 är ett samlingsalbum med blandade artister, utgivet på Burning Heart Records 2004. Skivan utgavs för att fira skivbolagets tioårsjubileum och innehöll flera tidigare outgivna låtar. Skivan är ett dubbelalbum.

## Låtlista

### CD 1
1. The (International) Noise Conspiracy - "Black Mask" - 3:33
2. C.Aarmé - "Tu Puta, Mi Casa" - 1:53
3. Promoe - "These Walls Don't Lie" - 4:23
4. Nine - "Inferno" - 3:22
5. Moneybrother - "Reconsider Me" - 3:32
6. Turbonegro - "Drenched in Blood (D.I.B.)" - 3:18
7. Nasum - "Darkness Falls" - 2:01
8. The Weakerthans - "The Reasons" - 2:48
9. Raised Fist - "Message Beneath Contempt" - 3:17
10. Nikola Sarcevic - "Lovetrap" - 3:12
11. Division of Laura Lee - "Endless Factories" - 3:37
12. Refused - "Refused Are Fucking Dead" - 5:05
13. Puffball - "Take You Down" - 1:54
14. Looptroop - "Don't Hate the Player" - 3:49
15. Voice of a Generation - "Cause for Alarm" - 2:58
16. Give Up the Ghost - "Love American" - 2:11
17. Randy - "X-ray Eyes" - 3:21
18. The Peepshows - "Count Me Out" - 2:49
19. Bombshell Rocks - "Warpath" - 2:48
20. The Lost Patrol - "Alright" - 3:37
21. Between Us - "Dialog" - 2:34
22. The Hives - "Untutored Youth" - 1:30
23. Millencolin - "Happiness for Dogs" - 3:23
24. The Business - "No One Likes Us" - 1:39

### CD 2
1. Division of Laura Lee - "I Don't Wanna Hear It" (Brian Baker, Ian MacKaye, Jeff Nelson, Lyle Preslar) - 1:12
2. Turbonegro - "Repo Man" (Iggy Pop) - 3:37
3. Nasum - "The Real" (David Sandström, Dennis Lyxzén, Jon Brännström, Kristofer Steen) - 2:29
4. Randy - "Beware"
5. Nobodys Heroes - "Wrongones" - 1:55
6. Moneybrother & Looptroop - "Looking for More Love" - 3:28 (text: Cosm.i.c, Moneybrother, Promoe, Supreme, musik: Looptroop, Moneybrother)
7. C.Aarmé - "You're a Dead Box" - 2:58
8. Raised Fist - "Time Will Let You Go, All Alone and Break" - 4:05 (text: A. Hagman, T. Hallbom, musik: Raised Fist)
9. The Lost Patrol Band - "My Heart Is Still a Mess" - 3:15
10. Nine - "United Forces" - 1:49 (Billy Milano, Charlie Benante, Dan Lilker, Scott Ian)
11. Club Killers - "Some of Them a Bawl" (George Agard, Sidney Crooks) - 3:41
12. Millencolin - "AB Böna och be" - 2:06 (Bonni Pontén, Magnus Bjurén, Magnus Hörnell, Mikael Blomqvist)
13. Sounds Like Violence - "You Give Me Heartattacks" - 2:46
14. The (International) Noise Conspiracy - "Armed Love" (Blacksmoke-remix) - 5:01

### Fotnoter
1. ↑  ”Heartattack Vol. 1”. Discogs.com. http://www.discogs.com/Various-Heartattack-Compilation-Vol-1/release/1319532. Läst 1 maj 2012.